# Giải vô địch cờ vua thế giới 2010
Giải vô địch cờ vua thế giới 2010 là trận đấu giữa kỳ thủ đương kim vô địch thế giới Viswanathan Anand, trước người thách đấu Veselin Topalov, cho danh hiệu vô địch cờ vua thế giới. Trận đấu diễn ra tại Sofia, Bulgaria từ ngày 24 tháng 4 đến ngày 13 tháng 5 năm 2010, với quỹ giải thưởng là 2 triệu euro (60% cho người chiến thắng). Anand đã giành chiến thắng trong trận đấu cuối cùng để giành chiến thắng trong trận đấu với tỷ số 6½–5½ và giữ lại danh hiệu.
Trận đấu dự định diễn ra trong 12 ván, với các ván cờ nhanh nếu cần thiết, cùng định dạng và độ dài như các trận đấu tranh chức vô địch thế giới năm 2006 và 2008.

## Bối cảnh

### Vòng loại
Đầu năm 2006, FIDE thông báo rằng Giải vô địch cờ vua thế giới 2007 để xác định vô địch cờ vua thế giới FIDE sẽ là một giải đấu tám người. Vào thời điểm đó, có hai nhà vô địch thế giới tồn tại song song, nhà vô địch thế giới FIDE Veselin Topalov năm 2005 và nhà vô địch thế giới "truyền thống" Vladimir Kramnik. Danh sách tám kỳ thủ dự giải đấu có Topalov nhưng không có Kramnik. Để thống nhất hai danh hiệu Vô địch Thế giới, năm 2006 FIDE đã tổ chức một trận đấu giữa Kramnik và Topalov. Kramnik sẽ giành vị trí của Topalov tại Giải vô địch cờ vua thế giới 2007 nếu thắng trận đấu, và Kramnik đã thắng. Do đó, Topalov bị loại khỏi Giải vô địch cờ vua thế giới năm 2007, với kỳ thủ Ấn Độ Viswanathan Anand giành chiến thắng để trở thành nhà vô địch thế giới. Anand sau đó đã bảo vệ danh hiệu của mình trong trận đấu năm 2008 trước Kramnik.
Thể thức Giải vô địch cờ vua thế giới sau đó trở lại định dạng truyền thống, trong đó một trận đấu giữa nhà vô địch hiện tại và một người thách đấu sẽ quyết định Nhà vô địch thế giới. Để chọn người thách đấu, FIDE đã tổ chức Cúp cờ vua thế giới 2007. Topalov được đền bù khi bị loại khỏi giải đấu năm 2007 bằng việc nhận được quyền tham dự trận đấu chọn người thách đấu với nhà vô địch Cúp thế giới. Người chiến thắng trong trận đấu Thách đấu sau đó sẽ là người thách đấu chính thức với Anand.
Gata Kamsky giành quyền chơi trong trận đấu Thách đấu bằng cách giành chiến thắng tại Cúp cờ vua thế giới 2007.